# Herb Brzozowa
Herb Brzozowa – jeden z symboli miasta Brzozów i gminy Brzozów w postaci herbu.

## Wygląd i symbolika
Herb przedstawia w błękitnym polu ściętą głowę św. Jana Chrzciciela na złotej misie.
Głowa św. Jana Chrzciciela oznacza, że Brzozów był darowany przez Marię, królową węgierską, św. Janowi Chrzcicielowi, patronowi katedry łacińskiej w Przemyślu, na uposażenie biskupstwa przy tej katedrze.

## Historia

Herb Brzozowa do 2009 r.

Do 2009 Brzozów używał innego herbu:
Zasadniczym motywem ikonograficznym herbu Brzozowa do 2009 była głowa św. Jana Chrzciciela na misie, umieszczonej na koronie brzozy. W otoku znajduje się dewiza w języku łacińskim – „Humanitas, Patientia, Amicitia”, co oznacza „Miłość, Cierpliwość, Ludzkość” oraz liczba „1359”. Brzoza w brzozowskim godle pochodziła od nazwy miasta i miejsca jego założenia w lesie zwanym Brzozowe. 

## Legenda
Legenda głosi, że pewnego dnia miasto zostało napadnięte przez Tatarów. Mieszkańcy wcześniej zdążyli się schronić w pobliskim lesie. Na czatach pozostawili tylko pastucha. Miał on ich ostrzec, gdy tylko ujrzy Tatarów i dać sygnał, jeśli wróg odjedzie. W pewnej chwili pastuch zaalarmował ludzi. Tatarzy wjechali do miasta, lecz ku zdziwieniu nikogo nie zastali. Domyślili się, że ludzie uciekli do lasu. Postanowili ich stamtąd wywabić. Owinęli kopyta swoich koni szmatami, by nie zostawiać śladów i rzekomo wycofywali się. Wtedy pastuch poinformował ludzi, by wyszli z ukrycia. Na to tylko czekali Tatarzy. Wyskoczyli z lasu i zaczęła się krwawa bitwa. Krew lała się strumieniami. Ofiary padały z obu stron i wkrótce utworzyła się duża góra. Nagle na niebie ukazała się głowa św. Jana Chrzciciela. Gdy Tatarzy ją ujrzeli i uciekli, Brzozów był wolny. W ten sposób mieszkańcy zostali uratowani, a na pamiątkę tego herb Brzozowa przedstawia głowę św. Jana Chrzciciela. Oprócz tego miejsce gdzie toczyła się bitwa nazywa się Czerwoną Górą.